# Bromus suksdorfii
Bromus suksdorfii är en gräsart som beskrevs av George Vasey. Bromus suksdorfii ingår i släktet lostor, och familjen gräs. Inga underarter finns listade i Catalogue of Life.